# 송도고등보통학교 육상단
송도고등보통학교 육상단(松都高等普通學校陸上團)은 일제강점기 조선 경기도 개성군에 있었던 육상 선수단이다. 송도고등보통학교가 운영했던 U-18 육상단이며, 1923년 이전에 창단되었고 1939년 이후에 해단되었다.

## 시즌별 성적
| 시즌 | 대회                       | 종목            | 선수      | 기록     | 순위   | 비고 |
| ---- | -------------------------- | --------------- | --------- | -------- | ------ | ---- |
| 1923 | 전조선중등학교육상경기대회 | 남자 100yd      | 김장률    | 불명     | 불명   |      |
| 1923 | 전조선중등학교육상경기대회 | 남자 100yd      | 안정환    | 불명     | 불명   |      |
| 1923 | 전조선중등학교육상경기대회 | 남자 100yd      | 이련업    | 불명     | 불명   |      |
| 1923 | 전조선중등학교육상경기대회 | 남자 220yd      | 이상림    | 29.5     | 3위    |      |
| 1923 | 전조선중등학교육상경기대회 | 남자 220yd      | 임형규    | 29.4     | 2위    |      |
| 1923 | 전조선중등학교육상경기대회 | 남자 440yd      | 김용철    | 1:06     | 1위    |      |
| 1923 | 전조선중등학교육상경기대회 | 남자 880yd      | 박순창    | 2:35     | 1위    |      |
| 1923 | 전조선중등학교육상경기대회 | 남자 1mi        | 원제환    | 5:43     | 1위    |      |
| 1923 | 전조선중등학교육상경기대회 | 남자 1mi        | 임명길    | 6:17     | 3위    |      |
| 1923 | 전조선중등학교육상경기대회 | 남자 0.5mi 계주 | 음두희 등 | 1:53     | 1위    |      |
| 1923 | 전조선중등학교육상경기대회 | 남자 높이뛰기   | 이희청    | 5척 1치  | 2위    |      |
| 1923 | 전조선중등학교육상경기대회 | 남자 멀리뛰기   | 한우영    | 16척 3푼 | 3위    |      |
| 1923 | 전조선중등학교육상경기대회 | 종합 순위       | 종합 순위 | 25점     | 1위    |      |
| 1924 | 전국체육대회 육상 청년부   | 남자 마라톤     | 강찬격    | 1:31:00  | 우승   |      |
| 1924 | 전조선중등학교육상경기대회 | 남자 100m       | 김윤기    | 12.1     | 2위    |      |
| 1924 | 전조선중등학교육상경기대회 | 남자 200m       | 김장률    | 불명     | 불명   |      |
| 1924 | 전조선중등학교육상경기대회 | 남자 200m       | 박순창    | 불명     | 불명   |      |
| 1924 | 전조선중등학교육상경기대회 | 남자 200m       | 이련업    | 불명     | 불명   |      |
| 1924 | 전조선중등학교육상경기대회 | 남자 400m       | 김장률    | 1:02.1   | 1위    |      |
| 1924 | 전조선중등학교육상경기대회 | 남자 400m       | 이경덕    | 불명     | 불명   |      |
| 1924 | 전조선중등학교육상경기대회 | 남자 1500m      | 최제창    | 불명     | 불명   |      |
| 1924 | 전조선중등학교육상경기대회 | 남자 800m 계주  | 불명      | 불명     | 3위    |      |
| 1924 | 전조선중등학교육상경기대회 | 남자 1600m 계주 | 불명      | 불명     | 3위    |      |
| 1924 | 전조선중등학교육상경기대회 | 남자 마라톤     | 김흥빈    | 46:02    | 4위    |      |
| 1924 | 전조선중등학교육상경기대회 | 남자 멀리뛰기   | 김윤기    | 5.71     | 1위    |      |
| 1924 | 전조선중등학교육상경기대회 | 남자 포환던지기 | 양일손    | 9.70     | 2위    |      |
| 1924 | 전조선중등학교육상경기대회 | 남자 포환던지기 | 유약한    | 불명     | 불명   |      |
| 1924 | 전조선중등학교육상경기대회 | 남자 원반던지기 | 김윤기    | 28.33    | 2위    |      |
| 1924 | 전조선중등학교육상경기대회 | 종합 순위       | 종합 순위 | 17점     | 3위    |      |
| 1925 | 전조선중등학교육상경기대회 | 남자 100m       | 고려을    | 불명     | 불명   |      |
| 1925 | 전조선중등학교육상경기대회 | 남자 100m       | 이창수    | 불명     | 불명   |      |
| 1925 | 전조선중등학교육상경기대회 | 남자 200m       | 전용길    | 불명     | 불명   |      |
| 1925 | 전조선중등학교육상경기대회 | 남자 400m       | 김학봉    | 불명     | 불명   |      |
| 1925 | 전조선중등학교육상경기대회 | 남자 400m       | 이태승    | 불명     | 준우승 |      |
| 1925 | 전조선중등학교육상경기대회 | 남자 800m       | 권정전    | 불명     | 불명   |      |
| 1925 | 전조선중등학교육상경기대회 | 남자 800m       | 박이현    | 불명     | 불명   |      |
| 1925 | 전조선중등학교육상경기대회 | 남자 800m       | 최규순    | 2:30.8   | 우승   |      |
| 1925 | 전조선중등학교육상경기대회 | 남자 1500m      | 윤대성    | 불명     | 준우승 |      |
| 1925 | 전조선중등학교육상경기대회 | 남자 1500m      | 이용점    | 불명     | 3위    |      |
| 1925 | 전조선중등학교육상경기대회 | 남자 1600m 계주 | 불명      | 불명     | 준우승 |      |
| 1925 | 전조선중등학교육상경기대회 | 남자 마라톤     | 김준기    | 불명     | 불명   |      |
| 1925 | 전조선중등학교육상경기대회 | 남자 마라톤     | 윤순창    | 45:50.0  | 준우승 |      |
| 1925 | 전조선중등학교육상경기대회 | 남자 마라톤     | 지순영    | 48:47.0  | 3위    |      |
| 1925 | 전조선중등학교육상경기대회 | 남자 멀리뛰기   | 권용길    | 5.75     | 3위    |      |
| 1925 | 전조선중등학교육상경기대회 | 남자 멀리뛰기   | 권정규    | 5.86     | 준우승 |      |
| 1925 | 전조선중등학교육상경기대회 | 남자 포환던지기 | 유약한    | 9.86     | 준우승 |      |
| 1925 | 전조선중등학교육상경기대회 | 남자 원반던지기 | 유건상    | 25.56    | 3위    |      |
| 1925 | 전조선중등학교육상경기대회 | 남자 원반던지기 | 유약한    | 30.09    | 우승   |      |
| 1925 | 전조선중등학교육상경기대회 | 남자 창던지기   | 유약한    | 42.22    | 3위    |      |
| 1925 | 전조선중등학교육상경기대회 | 종합 순위       | 종합 순위 | 29점     | 우승   |      |

## 수상 기록
| 시즌 | 대회                       | 수상 |
| ---- | -------------------------- | ---- |
| 1923 | 전조선중등학교육상경기대회 | 우승 |
| 1925 | 전조선중등학교육상경기대회 | 우승 |

## 참고 문헌
- “스포츠지원포털 등록 현황”. 대한체육회.
- “대한체육회 국내종합경기대회”. 대한체육회.
- 《대한체육회 50년》. 대한체육회. 1970. 2020년 11월 8일에 원본 문서에서 보존된 문서. 2022년 11월 5일에 확인함.
- 《대한체육회 70년사》. 대한체육회. 1990. 2020년 11월 8일에 원본 문서에서 보존된 문서. 2022년 11월 5일에 확인함.
- 《대한체육회 90년사》. 대한체육회. 2011. 2020년 11월 8일에 원본 문서에서 보존된 문서. 2022년 11월 5일에 확인함.
- 대한체육회 100주년 기념사업부 (2020). 《대한민국 체육 100년》. 대한체육회.

## 같이 보기
- 송도고등학교
- 송도고등보통학교 야구단
- 송도고등보통학교 정구단